# Abrasione (BDSM)
L'abrasione, nell'ambito delle pratiche sessuali BDSM, consiste nel provocarsi o provocare ad altri eccitazione sessuale mediante l'uso di sostanze abrasive o di qualsiasi forma di sfregamento.

## Metodi
Ciò può avvenire o mediante il contatto fisico diretto, fra persona e persona, ad es. mediante particolari forme di frizione a mani nude in parti delicate del corpo, oppure mediante l'uso di sostanze tessili (ad es. lana) o di piante caratteristiche per il loro effetto abrasivo, come ad es. il cardo. L'uso di strumenti più aggressivi, come la carta vetrata o la lana d'acciaio, è sconsigliabile per i danni a lungo termine che può provocare.
Si tratta di un gioco per certi versi simile al tickling (solletico), in quanto consiste in una sollecitazione della pelle in punti non necessariamente connessi alle zone erogene del corpo; è considerato sicuro nella misura in cui non provoca lesioni della pelle. Nel caso di lesioni è bene procedere a immediata disinfezione; nei casi più gravi è possibile la formazione di una cicatrice.